# Martha Finnemore
 (août 2019).
Si vous disposez d'ouvrages ou d'articles de référence ou si vous connaissez des sites web de qualité traitant du thème abordé ici, merci de compléter l'article en donnant les références utiles à sa vérifiabilité et en les liant à la section « Notes et références ».
Martha Finnemore (née en 1959) est un érudit constructiviste de premier plan en relations internationales et professeure d'université  à la Elliott School of International Affairs de la Université George-Washington  . Elle est surtout connue pour ses ouvrages Intérêts nationaux dans la société internationale, Objectif de l'intervention et Règles pour le monde (co-écrit avec Michael Barnett), qui ont contribué à l'initiation du constructivisme. En 2009, une enquête menée auprès de plus de 2700 professeurs de relations internationales de dix pays l'a désignée comme l'une des vingt-cinq universitaires les plus influents de la discipline et parmi les cinq universitaires dont le travail au cours des cinq dernières années a été le plus intéressant. Un sondage précédent réalisé auprès de plus de 1000 professeurs américains de relations internationales l'a également classée de manière similaire dans les deux catégories. En 2011, elle a été élue membre de l'Académie américaine des arts et des sciences. 
Finnemore a obtenu sa licence à Harvard, suivie d’une maîtrise de l’ Université de Sydney et d’un doctorat en 1991 à Stanford. Son mari, David Furth, est chef par intérim du Bureau de la sécurité publique et de la sécurité intérieure de la Commission fédérale de la communication. 

## Œuvres
- National Interests in International Society, Cornell University Press, 1996
- The Purpose of Intervention: Changing Beliefs about the Use of Force, Cornell University Press, 2003
- Lauréat du prix Woodrow Wilson Foundation décerné par la American Political Science Association au meilleur livre sur le gouvernement, la politique ou les affaires internationales en 2004.
- Rules for the World : International Organizations in Global Politics, Cornell University Press, Barnett, Michael N.
- Lauréat du Prix du livre de l'International Studies Association en 2006 et du Prix du livre du Conseil universitaire des Nations unies en 2007.